# Glenea regina
Glenea regina är en skalbaggsart som beskrevs av Thomson 1865. Glenea regina ingår i släktet Glenea och familjen långhorningar. Inga underarter finns listade i Catalogue of Life.